# Umweltgutachterausschuss
Der Umweltgutachterausschuss (UGA) beim Bundesministerium für Umwelt, Klimaschutz, Naturschutz und nukleare Sicherheit (BMUKN) wurde in Deutschland 1995 ins Leben gerufen, um die Vorgaben der Verordnung (EWG) Nr. 1836/93 des Rates vom 29. Juni 1993 über die freiwillige Beteiligung gewerblicher Unternehmen an einem Gemeinschaftssystem für das Umweltmanagement und die Umweltbetriebsprüfung umzusetzen. Sitz der Geschäftsstelle des UGA ist Berlin.

## Aufgaben
Der Umweltgutachterausschuss (UGA) ist ein unabhängiges Beratungsgremium des Bundesministeriums für Umwelt, Klimaschutz, Naturschutz und nukleare Sicherheit und berät das BMUKN in Fragen des Europäischen Umweltmanagementsystems EMAS. Dies wurde von der Europäischen Union entwickelt und ist ein Gemeinschaftssystem aus Umweltmanagement und Umweltbetriebsprüfung für Organisationen, die ihre Umweltleistung verbessern wollen. In Abschnitt 3 (§§ 21 - 27) des nationalen Umweltauditgesetzes (UAG) sind Aufgaben, Stellung und Zusammensetzung des Umweltgutachterausschusses festgelegt. Gemäß § 22 Abs. 1 UAG unterliegen die Mitglieder des Umweltgutachterausschusses keinen Weisungen und sind ehrenamtlich tätig. Eine Aussage über eigene Rechtsfähigkeit (= in eigenem Namen klagen und verklagt werden können) des Umweltgutachterausschusses gibt es in Abschnitt 3 UAG nicht.
Aufgaben des UGA sind unter anderem:
- Richtlinien für die Zulassung, Prüfung und Beaufsichtigung von Umweltgutachtern sowie deren Organisationen zu erlassen
- eine Prüferliste für die Zulassungsprüfungen der Umweltgutachter zu führen
- Sachverständige für Widerspruchsangelegenheiten zu empfehlen
- das Bundesministerium in Fragen zu EMAS zu beraten
- die Verbreitung von EMAS zu fördern

## Zusammensetzung
Das Gremium ist mit 25 Umweltexperten aus verschiedenen gesellschaftlichen Gruppierungen besetzt, diese und deren Stellvertreter, werden für die Dauer von jeweils drei Jahren berufen. Die Vertreter von Unternehmen, Umweltverbänden, Gewerkschaften, Umweltgutachterorganisationen sowie Bundes- und Landesverwaltungen haben sich ehrenamtlich verpflichtet, EMAS in vielfältiger Weise zu unterstützen und zu fördern.
Jede Berufungsperiode (alle drei Jahre) wird aus den Mitgliedern und Stellvertretern der Vorsitz sowie vier stellvertretende Vorsitzende aus den Bänken gewählt.